# Maguda multifasciata
Maguda multifasciata är en fjärilsart som beskrevs av Swinhoe 1890. Maguda multifasciata ingår i släktet Maguda och familjen nattflyn. Inga underarter finns listade i Catalogue of Life.